# 대심청전
"대심청전"은 한국에서 제작된 이형표 감독의 1962년 영화이다. 도금봉 등이 주연으로 출연하였고 신상옥 등이 제작에 참여하였다.

## 출연

### 주연
- 도금봉
- 허장강
- 최은희
- 한은진

### 조연
- 장인한

## 기타
- 조명: 마용천
- 미술: 정우택